# 路易斯·麥克勞德
路易斯·麥克勞德（英語：Lewis Macleod；1994年6月16日—）是一位蘇格蘭已退役足球運動員。在場上的位置是中場。他出身於格拉斯哥流浪者的青訓營。他也代表蘇格蘭U21國家足球隊參賽。

## 外部連結
- Rangers F.C. Profile
- Official Scotland Profile （页面存档备份，存于）
- 足球数据库：路易斯·麥克勞德的球员统计数据
- Lewis Macleod profile at brentfordfc.co.uk